# 베르나르 디오메드
베르나르 니콜라 티에리 디오메드(프랑스어: Bernard Nicolas Thierry Diomède, 상트르발드루아르 지방 생둘샤르 ~)는 프랑스의 축구 감독이자 전 프로 축구 선수이다. 그는 가장 최근에 프랑스 U-20 국가대표팀을 지휘했다. 그는 현역 시절 측면 미드필더로 활약했고, 프랑스 국가대표팀 일원으로 1998년에 월드컵 우승을 거두었다.

## 유년 시절
디오메드는 셰르군 생둘샤르 출신으로, 과들루프계 가정에서 자랐다.

## 클럽 경력
디오메드의 경력은 오세르에서 시작되었다. 유소년부에서 활약하던 그는 1992년에 디비시옹 1 신고식을 치렀다. 그는 오세르에서 8년을 보냈는데, 기 루 감독의 임기중인 1996년에 디비시옹 1과 쿠프 드 프랑스를 동시에 석권해 2관왕을 달성했다. 디오메드는 디비시옹 1에서 오세르 소속으로 175번의 경기에 출전해 30골을 기록했다.
2000년 6월, 디오메드는 당시 제라르 울리에 감독이 이끌던 리버풀로 £3M에 이적했다. 선덜랜드와의 경기에서 처음 출전한 디오메드는 가위차기로 골망을 흔들었고, 화면에서도 득점선을 넘겼는데도 불구하고 득점으로 인정되지 않았다. 그러나, 그는 잉글랜드에 정착하지 못했고, 리버풀에서 5경기 출전하는데 그쳤다. 2003년 1월, 그는 리그 1의 승격 새내기 AC 아작시오로 계약 만료 시까지 임대되며 프랑스 무대로 복귀했다. 임대 기간이 끝난 후 리버풀과의 계약도 만료되었고, 그는 2005년에 리그 2의 크레테유에 입단했고, 이듬해에는 샹피오나 나시오날(3부 리그)의 클레르몽 푸트로 이적했다.

## 국가대표팀 경력
디오메드는 프랑스 국가대표팀 경기에 8번 출전했지만, 득점한 적은 없었다. 그는 1998년 1월 28일에 스페인과의 친선경기에서 처음으로 국가대표팀 경기에 출전했다. 그는 1998년 월드컵에서 사우디아라비아, 덴마크와의 조별 리그 경기, 그리고 파라과이와의 16강전 경기, 총 3번의 월드컵 경기에 선발 출전했다. 그러나, 그는 1998년 월드컵 이후에 프랑스 국가대표팀에서 입지를 다지지 못했다.

## 은퇴
2008년 1월 18일, 디오메드는 18개월 동안 입단할 새 구단을 물색하지 못하면서 은퇴를 선언했다.
디오메드는 현재 파리 남쪽 근교의 이시-레-물리노의 생 니콜라 고등학교에서 베르나르 디오메드 축구 교실을 운영하고 있다.

## 수상
오세르
- 디비시옹 1: 1995–96
- 쿠프 드 프랑스: 1995–96

프랑스
- 월드컵: 1998[14]

서훈
- 명예 군단 기사장: 1998[15]
- 명예 군단 장교장: 2013[16]